# 2929 Harris
2929 Harris eller 1982 BK1 är en asteroid i huvudbältet som upptäcktes den 24 januari 1982 av den amerikanske astronomen Edward L.G. Bowell vid Anderson Mesa Station. Den är uppkallad efter den amerikanske astronomen Alan W. Harris.
Asteroiden har en diameter på ungefär 16 kilometer.